# Винкельхок, Манфред
Манфред Ви́нкельхок (нем. Manfred Winkelhock; 6 октября 1951, Вайблинген, Штутгарт — 12 августа 1985, Торонто) — немецкий автогонщик, участник чемпионатов мира по автогонкам в классе Формула-1 и гонкам спортивных автомобилей. Брат автогонщика Йоахима Винкельхока и отец автогонщика Маркуса Винкельхока.

## Биография
До начала гоночной карьеры работал механиком. В возрасте 25 лет дебютировал в горных гонках и слаломе. В 1976 году выиграл кубок «Фольксваген-Сирокко», после чего перешёл в юниорскую заводскую команду БМВ. В 1978 году стартовал в чемпионате Формулы-2 за рулём автомобиля «Марч-782». Также стартовал в немецком чемпионате спортивных автомобилей, где за два года выиграл пять гонок. На Гран-при Италии 1980 года заменил в команде Формулы-1 «Эрроуз» травмированного Йохена Масса, но не прошёл квалификацию. В 1981 году продолжил выступления в гонках спортивных автомобилей. В 1982—1984 годах участвовал в чемпионате мира Формулы-1 (команда ATS), параллельно выступая в чемпионатах спортивных автомобилей, набрал два очка на Гран-при Бразилии 1982 года. В конце 1984 года ушёл из ATS и провёл последнюю гонку сезона в Португалии за команду Brabham. В 1985 году выступал за команду RAM в Формуле-1 и соревновался в чемпионате мира спортивных автомобилей за рулём автомобиля «Порше».
11 августа 1985 года во время гонки чемпионата мира спортивных автомобилей «Budweiser GT 1000 km», проходившей в канадском Моспорте, напарник Винкельхока по команде Марк Зурер столкнулся на втором круге гонки с более медленным «Шевроле-Камаро» соперника и повредил заднюю подвеску автомобиля. Потеряв некоторое время на ремонте, он продолжил гонку, после чего на втором часе гонки его сменил Винкельхок. Через некоторое время во втором повороте трассы автомобиль Винкельхока вылетел с трассы и врезался правой стороной в бетонный барьер. Винкельхок получил тяжёлые травмы головы и ног и был немедленно отправлен вертолётом в госпиталь Соннибрук в Торонто. Там он был немедленно прооперирован, но, несмотря на все усилия врачей, вечером 12 августа Манфред Винкельхок скончался.

## Результаты гонок в Формуле-1
| Легенда к таблице |                                                                    |
| --- | ------------------------------------------------------------------ |
| В таблице перечислены результаты всех Гран-при Формулы-1, в которых принимал участие гонщик. Строками таблицы являются сезоны, столбцами — этапы чемпионата мира. В каждой клетке указаны сокращённое название этапа и результат, дополнительно обозначенный цветом. Расшифровка обозначений и цветов представлена в нижеследующей таблице. |                                                                    |
| \| Пример \| Описание \| \| ------------ \| ------------------------------------------------------------------ \| \| 1 \| Победитель \| \| 2 \| Второе место \| \| 3 \| Третье место \| \| 5 \| Финишировал, заработав очки \| \| Сход \| Не финишировал, но при этом заработал очки \| \| 12 \| Финишировал, не получив очков \| \| НКЛ \| Финишировал, но не попал в финальную классификацию \| \| 15 \| Участвовал вне зачёта, либо по отдельной классификации \| \| 18 \| Не финишировал, но попал в финальную классификацию \| \| Сход \| Не финишировал \| \| НКВ \| Не прошёл квалификацию \| \| НПКВ \| Не прошёл предквалификацию \| \| ДСК \| Дисквалифицирован \| \| ИСК \| Исключён из протокола соревнований \| \| ТТ \| Заявлен для участия только в тренировках \| \| НС \| Участвовал в квалификации, но не стартовал в гонке \| \| Т \| Травмирован или болен \| \| ОТК \| Отказ от участия \| \| НТР \| Прибыл на соревнования, но на трассу не выезжал \| \| НПР \| Был заявлен в числе участников, но не прибыл к началу соревнований \| \| О \| Соревнования отменены \| \| \| Не участвовал \| \| Поул-позиция \| \| \| Быстрый круг \| \| |                                                                    |
| Пример | Описание                                                           |
| 1 | Победитель                                                         |
| 2 | Второе место                                                       |
| 3 | Третье место                                                       |
| 5 | Финишировал, заработав очки                                        |
| Сход | Не финишировал, но при этом заработал очки                         |
| 12 | Финишировал, не получив очков                                      |
| НКЛ | Финишировал, но не попал в финальную классификацию                 |
| 15 | Участвовал вне зачёта, либо по отдельной классификации             |
| 18 | Не финишировал, но попал в финальную классификацию                 |
| Сход | Не финишировал                                                     |
| НКВ | Не прошёл квалификацию                                             |
| НПКВ | Не прошёл предквалификацию                                         |
| ДСК | Дисквалифицирован                                                  |
| ИСК | Исключён из протокола соревнований                                 |
| ТТ | Заявлен для участия только в тренировках                           |
| НС | Участвовал в квалификации, но не стартовал в гонке                 |
| Т | Травмирован или болен                                              |
| ОТК | Отказ от участия                                                   |
| НТР | Прибыл на соревнования, но на трассу не выезжал                    |
| НПР | Был заявлен в числе участников, но не прибыл к началу соревнований |
| О | Соревнования отменены                                              |
| | Не участвовал                                                      |
| Поул-позиция |                                                                    |
| Быстрый круг |                                                                    |

| Сезон | Команда | Шасси        | Двигатель | Ш   | 1       | 2        | 3        | 4        | 5        | 6        | 7        | 8        | 9        | 10       | 11       | 12       | 13       | 14       | 15       | 16      | Место | Очки |
| ----- | ------- | ------------ | --------- | --- | ------- | -------- | -------- | -------- | -------- | -------- | -------- | -------- | -------- | -------- | -------- | -------- | -------- | -------- | -------- | ------- | ----- | ---- |
| 1980  | Arrows  | Arrows A3    | Cosworth  | G   | АРГ     | БРА      | ЮАР      | СШЗ      | БЕЛ      | МОН      | ФРА      | ВЕЛ      | ГЕР      | АВТ      | НИД      | ИТА НКВ  | КАН      | США      |          |         | —     | 0    |
| 1982  | ATS     | ATS D5       | Cosworth  | A M | ЮАР 10  | БРА 5    | СШЗ Сход | САН ДСК  | БЕЛ Сход | МОН Сход | ДЕТ Сход | КАН НКВ  | НИД 12   | ВЕЛ НКВ  | ФРА 11   | ГЕР Сход | АВТ Сход | ШВА Сход | ИТА НКВ  | СИЗ НКЛ | 22    | 2    |
| 1983  | ATS     | ATS D6       | BMW       | G   | БРА 16  | СШЗ Сход | ФРА Сход | САН 11   | МОН Сход | БЕЛ Сход | ДЕТ Сход | КАН 9    | ВЕЛ Сход | ГЕР НКВ  | АВТ Сход | НИД ДСК  | ИТА Сход | ЕВР 8    | ЮАР Сход |         | —     | 0    |
| 1984  | ATS     | ATS D7       | BMW       | P   | БРА ИСК | ЮАР Сход | БЕЛ Сход | САН Сход | ФРА Сход | МОН Сход | КАН 8    | ДЕТ Сход | ДАЛ 8    | ВЕЛ Сход | ГЕР Сход | АВТ НС   | НИД Сход | ИТА НС   | ЕВР      |         | —     | 0    |
| 1984  | Brabham | Brabham BT53 | BMW       | M   |         |          |          |          |          |          |          |          |          |          |          |          |          |          |          | ПОР 10  | —     | 0    |
| 1985  | RAM     | RAM 03       | Hart      | P   | БРА 13  | ПОР НКЛ  | САН Сход | МОН НКВ  | КАН Сход | ДЕТ Сход | ФРА 12   | ВЕЛ Сход | ГЕР Сход | АВТ      | НИД      | ИТА      | БЕЛ      | ЕВР      | ЮАР      | АВС     | —     | 0    |